# It's all too much/Never say die
〈It's all too much/Never say die〉(이츠 올 투 머치/네버 세이 다이)는 일본 싱어송라이터 YUI의 열 네 번째 싱글이며, A면과 B면 모두가 타이틀 곡인 싱글이다. 이 싱글은 2009년 10월 7일에 발매되었다. A면 타이틀곡인 It's all too much는 영화 《카이지: 인생역전게임》의 주제가, B면 타이틀곡인 Never say die는 같은 영화의 삽입곡으로 쓰였다. 이 싱글이 오리콘 주간 차트 1위를 기록하여, YUI가 마츠토마 유이, 우타다 히카루 이래로 일본 싱어송라이터 사상 3번째로 싱글 3작 연속 오리콘 주간 차트 1위를 차지하였다.
이 싱글의 두 타이틀 곡 모두 영화 《카이지》의 주제가로 타이업되었다.

## 수록곡
1. It's all too much
2. Never say die
3. again ~YUI Accoustic Version~
4. It's all too much ~Instrumental~

## 한정반 DVD
초회한정반 DVD에는 다음이 영상이 포함되어 있다.
1. It's all too much : Music Video
2. Never say die : Music Video

## 차트 순위
| 차트        | 순위 |
| ----------- | ---- |
| 오리콘 일간 | 1    |
| 오리콘 주간 | 1    |
| 오리콘 연간 |      |